# Præsidentvalget i USA 1884
Kampagnen op til det amerikanske præsidentvalg 1884 var præget af omfattende mudderkastning og personangreb. Valget fandt sted 4. november 1884, og her vandt New Yorks guvernør Grover Cleveland med snæver margen over republikaneren James G. Blaine fra Maine. Cleveland blev dermed den første demokratiske præsident i USA siden valget i 1856.
Det blev afgørende for valgets udfald, at New York med en stemmemargen på blot 1.047 ud af i alt 1.167.003 afgivne stemmer tildelte Cleveland statens 36 valgmænd. Samlet set stemte 219 valgmænd for Cleveland mod 182 for Blaine. Det svarede til 20 stater for Cleveland og 18 for Blaine. I absolutte stemmetal var forskellen minimal: 4.874.621 stemte på Cleveland mod 4.848.936 stemte på Blaine (henholdsvis 48,5% og 48,2% af stemmerne).

## Nomineringer
Det republikanske konvent blev afholdt i Chicago, og her vandt Blaine over blandt andet den siddende præsident, Chester A. Arthur. Efter nomineringen af Blaine blev John A. Logan fra Illinois valgt som vicepræsidentkandidat.
Demokraterne afholdt også konvent i Chicago, og her var Cleveland oppe mod en række politikere, der uden held havde søgt nominering ved tidligere valg. En af disse, Thomas A. Hendricks, blev dog efterfølgende valgt som vicepræsidentkandidat.

## Valgkampen
Blaine havde ved de to foregående valg ikke opnået at blive nomineret som republikanernes kandidat, da hans rygte var blevet plettet af de såkaldte "Mulligan-breve". En bogholder i Boston, James Mulligan, havde i 1876 fundet nogle breve, der viste, at Blaine havde modtaget bestikkelse fra forskellige firmaer. Et af brevene sluttede med sætningen: "Brænd dette brev", og det gav anledning til et ondskabsfuldt demokratisk slagord: "Brænd, brænd, brænd dette brev!"
Blaine stod derfor som udgangspunkt ikke så stærkt, hvorimod Cleveland med tilnavnet "Grover den gode" tilsyneladende kunne fremvise en stærk karakter. På blot tre år var han steget fra at være borgmester i Buffalo over guvernør i New York og til præsidentkandidat. Undervejs havde han stækket Tammany Hall, den indflydelsesrige og på dette tidspunkt stærkt korrumperede vælgerforening i New York City.
Imidlertid kom det under valgkampen frem, at Cleveland havde et barn uden for ægteskabet, og at dette barn var kommet på børnehjem, mens moderen var tvunget på institution. Trods tvivl om Clevelands faderskab valgte hans kampagne at møde beskyldningen og erkende hans fejl samt slå på hans pligtfølelse ved på trods af denne tvivl at sørge for barnets opvækst på børnehjemmet. Desuden blev det påvist, at moderens skæbne var ukendt. Blaines tilhængere benyttede sig af oplysningerne i smædeudsagn som "Ma, Ma, where's my Pa? Gone to the White House. Ha, Ha, Ha".
De to siders problemer opvejede derfor nogenlunde hinanden, og kampen blev tæt til det sidste. I ugen op til selve valget gjorde Blaine imidlertid en alvorlig fejl. En gruppe New York-præster udtalte på et valgmøde med Blaine, at de var republikanere og ikke efterkommere af "romdrikkende, katolske oprørere". Blaine reagerede ikke på denne anti-katolske udmelding, og det gjorde de forsamlede journalister heller ikke. Imidlertid tog en demokratisk tilhører udtalelsen til sig og sørgede for at publicere den, og Cleveland-kampagnen brugte den effektivt, hvorved svingstaten New York endte med at pege på Cleveland.
- Wikimedia Commons har flere filer relateret til Præsidentvalget i USA 1884